# Geert Lotsij
Gerhard Oswald (Geert) Lotsij (Dordrecht, 13 januari 1878 - Hilversum, 29 juni 1959) was een Nederlandse roeier. Hij nam eenmaal deel aan de Olympische Spelen en won hierbij één medaille.
Hij nam in 1900 op 22-jarige leeftijd als roeier deel aan de Olympische Spelen van Parijs. Net als zijn jongere broer Paul Lotsij nam hij deel aan het onderdeel vier met stuurman. In deze controversiële wedstrijd eindigde het Nederlandse team op een tweede plaats in een tijd van 6 minuten en 3 seconden. Tegen de reglementen in wilde de Franse jury namelijk twee niet geplaatste Franse boten alsnog laten meevaren in de finale. Uit protest deden het Duitse, Belgische en Nederlandse boten niet meer mee. Onder druk gezet door internationale leden besloot de Franse jury een tweede finale te houden.
Lotsij was een broer van voetballer Dirk Lotsij. Hij was aangesloten bij de Amsterdamse studentenroeivereniging ASR Nereus. Hij werkte als arts in onder meer Caïro.

## Palmares

### roeien (vier met stuurman)
- 1900:  OS - 6.03,0

Coenraad Hiebendaal · 
Geert Lotsij · 
Paul Lotsij · 
Johannes Terwogt · 
Herman Brockmann (stuurman)